# Cody Barton
Cody Likeke Barton (* 13. November 1996 in Salt Lake City, Utah) ist ein US-amerikanischer American-Football-Spieler. Er spielt auf der Position des Linebackers für die Tennessee Titans. Zuvor stand er bei den Seattle Seahawks, den Washington Commanders und den Denver Broncos unter Vertrag.

## Karriere
Barton spielte von 2015 bis 2018 an der University of Utah College Football für die Utah Utes. In seiner ersten Saison spielte er in allen Spielen in den Special Teams, in denen er 7 Tackle erzielte. 2016 startete er in fünf seiner elf Spiele, ehe er aufgrund einer Verletzung die letzten beiden Spiele verpasste. 2017 spielte er in dreizehn Spielen, wovon er vier startete. Als Senior startete er in allen 14 Spielen als Middle Linebacker. Insgesamt startete er 23 seiner 50 Spiele für die Utes.
In der dritten Runde des NFL Draft 2019 wurde Barton von den Seahawks ausgewählt. In seiner Rookiesaison wurde er in den ersten 13 Spielen hauptsächlich in den Special Teams eingesetzt. Nach einer Verletzung von Mychal Kendricks wurde er am 14. Spieltag Starter als Strongside Linebacker. 2020 startete in zwei Spielen als Strongside Linebacker, sah aber in allen anderen Spielen nur insgesamt 30 Snaps.
Nach Ablauf seines Rookievertrags schloss Barton sich 2023 den Washington Commanders an, bevor er 2024 einen Einjahresvertrag bei den Denver Broncos unterschrieb.
Im März 2025 nahmen die Tennessee Titans Barton unter Vertrag.